# 전정호
전정호(1999년 1월 6일 ~ )는 대한민국의 축구 선수로, 포지션은 미드필더 내지는 공격수이다. 현재 부산교통공사축구단 소속이다.

## 클럽 경력
전정호는 수원 FC 산하 유소년 팀 출신으로, 우선지명을 받은 이후 아주대학교 축구부에 입단하였다.
K리그2 2020 시즌을 앞두고 수원 FC와 프로 계약을 체결하였다. 전정호는 개막을 앞두고 발목 부상을 당해 코로나바이러스감염증-19로 인해 연기된 리그 일정 기간 동안 회복에만 전념해야 했다. 2020년 7월 1일에 치러진 FA컵 2020 3라운드 인천 유나이티드 FC와의 경기에서 선발 명단에 들면서 본인의 첫 프로 무대 데뷔를 이루었다. 전정호는 이 경기에서 전반 7분만에 선제골을 성공시키면서, 데뷔 무대 데뷔 골까지 기록하였다. 후반 20분에는 인천 김연수의 자책골도 유도하였다.
2022시즌을 앞두고 김해시청 축구단에 입단했다.